# Ricardo Peidró
Ricardo Peidró Conde (Cocentaina, 11 de octubre de 1944) es un antiguo diplomático español.

## Biografía
Licenciado en Derecho, en Dirección de Empresas y en Ciencias Políticas, ingresó en 1971 en la carrera diplomática. Estuvo destinado en las representaciones diplomáticas españolas en Argentina, Brasil, Turquía y Francia. Fue director de la Oficina de Cooperación con Guinea Ecuatorial, embajador de España en Libia, en El Salvador y en Uruguay. En 1998 pasó a ocupar el puesto de cónsul general de España en Boston, de 2002 a 2004 fue cónsul general de España en Santiago de Chile y de 2004 a 2008, embajador de España en Brasil. Entre 2009 y 2010 fue embajador en Misión Especial para la Coordinación de Asuntos Iberoamericanos y posteriormente cónsul general de España en San Petersburgo.